# روبرت دينارد
روبرت دينارد (بالإنجليزية: Robert H. Dennard)‏ (مواليد 5 سبتمبر 1932) هو مهندس كهرباء ومخترع أمريكي.
ولد دينارد في مدينة تيريل بولاية تكساس بالولايات المتحدة. حصل على شهادة البكالريوس ودرجة الماجستير في الهندسة الكهربية من الجامعة الميثودية الجنوبية بدالاس في عامي 1954 و1956 على الترتيب. وحصل دينارد على الدكتوراة من معهد كارنيجي للتكنولوجيا في بيتسبرغ في بنسلفانيا في عام 1958. وقضى حياته المهنيه كباحث في آي بي إم.
وفي عام 1968، اخترع ذاكرة الوصول العشوائي الديناميكية (DRAM). وكان دينارد أيضًا من بين أول من أدركوا الإمكانيات الهائلة للدوائر المتكاملة منخفضة المقاومة (موسفت MOSFET). كما وضع هو وزملاؤه نظرية القياس (Scaling Theory) في عام 1974 بافتراض أن الدوائر المتكاملة منخفضة المقاومة (موسفت) تستمر في العمل كمفاتيح للتحكم في الجهد في حين أن كل الأرقام الاساسية لكثافة النموذج وسرعة التشغيل وتحسين كفاءة استخدام الطاقة والأبعاد الهندسية المنصوص عليها والجهد والتركيزات يتم التحكم بهم باستمرار للحفاظ على نفس المجال الكهربي.
وصارت هذه النظرية تكمن وراء تحقيق قانون مور وتطور الإلكترونيات الدقيقة على مدى العقود القليلة
مؤخرًا.

## الجوائز
- جائزة كيوتو (2013)[4]
- الدكتوراة الفخرية في العلوم والتكنولوجيا من جامعة كارنيغي ميلون (2010)
- وسام IEEE الشرفي (2009)
- وسام إديسون (2001)[5]
- وسام بنيامين فرانكلن في الهندسة الكهربية من معهد فرنكلن (2007)[6]
- جائزة تشارلز ستارك درابر من الأكاديمية الوطنية الأمريكية للهندسة (2009)
- جائزة هارفي من معهد تخنيون في حيفا، إسرائيل (1990)
- جائزة الإنجاز من معهد البحوث الصناعية (1989)[7]
- الوسام الوطني الأمريكي للتكنولوجيا (1988)[8]
- جائزة كليدو برونيتي - آي تربل إي (1982)
- زميل بـآي بي إم (1979)

## روابط خارجية
- "Robert Dennard"، Inventor of the Week (Archive)، MIT، مؤرشف من الأصل في 2014-05-14.
- "Robert H Dennard"، Legacies (Bio)، IEEE، مؤرشف من الأصل في 2014-11-21.